# 越秀山体育场
越秀山体育场是中华人民共和国廣東省广州市的一座体育场，位于越秀山南麓，镇海楼下方。体育场依山而建，可容纳最多20,000名观众。自1950年建成以来，越秀山体育场承办了多项国内外重大体育赛事，是广州足球文化的重要载体，被称为广州足球乃至南粤足球的“福地”、“圣地”。同时，体育场曾举办涉外的政治、文化等大型活动。
由于体育场依山谷而建，地形狭窄，导致其长宽不符合目前田径比赛的标准，因此体育场在竞技体育方面的功能大多为足球。1979年，第1届省港杯首回合赛事就在越秀山体育场举行。而1984年亞足聯亞洲盃外圍賽、六运会、九运会、广州亚运会、十五运会等赛事亦在此处进行部分组别的足球比赛。体育场也用作俱乐部主场，是广州足球俱乐部及其前身“中南白队”的传统主场，亚运会后作为广州富力足球俱乐部（后称广州城足球俱乐部）主场，惟该两支球队已解散。现为广东广州豹足球俱乐部主场。

## 设施
体育场用地面积39916.7平方米，建筑面积12165.45平方米，三面环山，其中北、西、南三面看台依托自然地形，呈45度斜坡设计。看台东向为建于1956年、七层高的门楼，门楼首层两侧配有球员更衣室及其他功能房，其余楼层为广州市足球协会、广州市越秀山体育中心及其他企业单位的办公场地，新闻发布厅等。
看台座椅采用渐变黄色，外立面盖罩采用灰色，座位数约为1.8万至2万座，南北看台与赛场的距离仅4米（约4条标准田径跑道宽度），形成“俯冲式”观赛视角。南北看台的顶棚则配有LED照明装置及照明系统，而西面看台则配备LED计分牌及计时计分用房，北面看台配有解说评论席、贵宾包厢若干。
体育场内为长105米、宽68米的标准足球场，草坪采用“兰引三号”天然草茎，并配备节水灌溉系统，外围环绕一条400米蓝色环形跑道，跑道周围挡墙为深绿色。

## 历史

### 观音山足球场

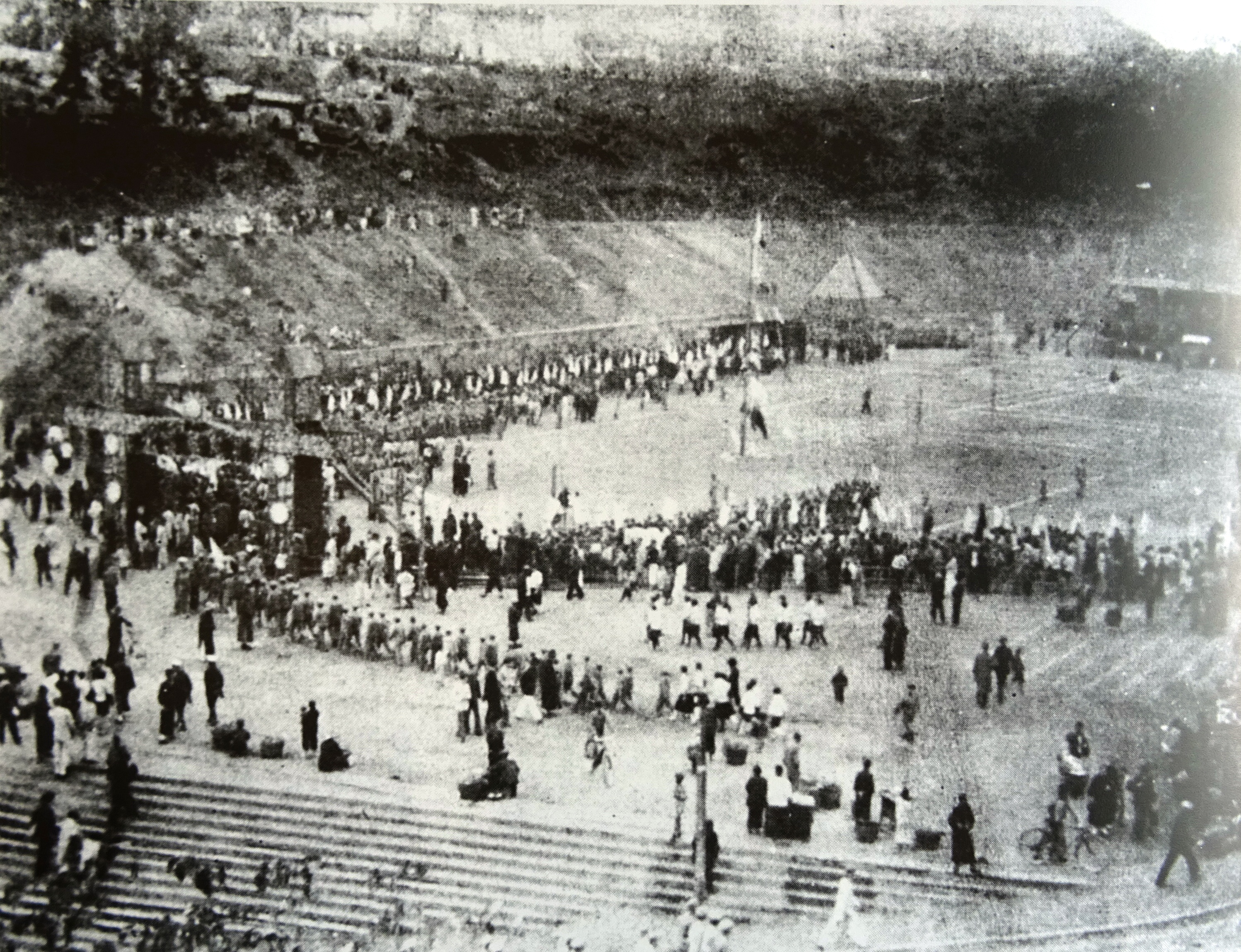
1930年代初的观音山足球场

此处原为越秀山南麓一片相对平整的小山谷，在清末原为存放弹药的永安药库。民国初年，广州市政府拨此地建立一个1.7万平方米的公共运动场，称观音山足球场。1926年4月，第一届广州市辖学校运动会在此举办，此后连续在此举办了五届。尽管不少学校、单位和体育爱好者在此活动，但此地仍属一片缺乏体育设施和管理的简陋空地。

### 改建为越秀山体育场
中华人民共和国成立前，广州的大型体育场仅有东较场（现称广东省人民体育场），而该体育场规模较小，设备较简陋。1949年10月解放军进入广州后，广州市青年团工委计划于同年11月举行“庆祝广州解放文艺演出”，因此需要一个可容数以万计观众的演出场地，最后找到了越秀山脚下的一块荒地。文艺演出成功举行后，广州市人民政府考虑开展体育运动及公共社会活动需要场所，拟建带看台的大型体育场，但限于经济条件而无法在平地上建设。而观音山（现称越秀山）镇海楼以南、中山纪念碑以东的的山谷、其盆地形状与尺度接近大型体育场（即足球场及400米环形跑道）要求，南北西三面山坡，可作看台。而三面环山的地形也为建国初期的广州节省了工程材料和经费。1950年1月1日，“广州市各界青年庆祝元旦体育表演大会”在此举行，数万名青年沿山坡而坐，时任广州市市长叶剑英号召全市青年义务劳动，“用自己的双手在越秀山建设一个人民体育场”。
修筑越秀山体育场计划分为三期，整体规划为将一片杂草丛生的荒地平整成一个配有400米环形跑道的综合运动场，并兴建五层看台，每层设有11排座位，设计总容纳量约为7万人。第一期是平整场地，修建跑道，以及建设可容纳约1万人的基础看台；第二期则继续向东扩展看台的范围并向上修建座级；第三期聚焦于配套设施的建设，包括设立运动场办事处、司令台、门口牌楼、停车场等。为统筹建设工作，修建委员会以市建设局为核心，成立工程建设委员会。组建了由市青年团为核心的联络动员委员会，负责发动各界青年参加义务劳动。
1950年3月24日，越秀山体育场正式动工。南方大学的800多名师生首先进入工地，来自全市48个单位的1.8万多人参加了越秀山体育场建设的义务劳动。入夏以后暴雨增多，而影响到施工进度。叶剑英视察过工地后，指示广东省交通厅派出五台工程机械参与施工，极大加速工程进度。同时政府还采取“以工代赈”的形式，组织了5000多名失业工人加入到修建体育场中。到10月上旬，第一期工程完成。10月9日，体育场正式启用，举行“欢迎世界民主青年联盟代表团”集会。10月14日，为庆祝广州解放一周年，广州市第一届人民体育运动大会在此开幕。而第二、第三期工程也随后相继完成。1953年，越秀山体育场正式建成，占地约4万平方米，包括一个大型足球场和一条400米环形跑道，看台可容纳上万名观众。1956年，政府出资约100万元对越秀山体育场进行扩建，建设了门楼、东南和东北方向的看台，以及为西侧主席台加建上盖雨棚，工程完成后，看台可容纳约2.8万名观众。

### 持续现代化改造及翻新
1977年，为提升比赛条件，政府投入约180万元安装照明设施，建设了四座漫射灯塔，使体育场能够承办夜间赛事。1981年，政府对场地进行了改造，足球场地铺设了新草皮，并配备了自动喷水养护系统，使体育场的设施更为现代化。1984年，出于提升观众安全与疏散效率的考虑，体育场对观众通道进行拓宽，将原有的1.4米拓宽到3.4米，改善了通行条件。1987年，为筹备第六届全国运动会，政府拨款120余万元对体育场进行全面翻新，包括安装全新的记分与音响系统，在北看台增设贵宾休息区域，并对南看台进行扩建。翻新后，体育场的容量提升至3.3万多人。1998至2000年间，体育场再次进行改造，投入550万元建设了总面积约5500平方米的观众看台罩棚，同时翻新了主入口门楼和相关功能用房，使整体结构更为一体化与现代化。2001年，为承办第九届全国运动会，当局对体育场进行翻新草地，更新供电设施、音响设备，增添电子计分牌等工作。
2004—2005年，政府耗资450万元对场地进行翻新：田径跑道由老的煤渣跑道改建为塑胶跑道；足球场从原来的100.5×64米扩宽到符合国际标准的105×68米；草皮更换为“兰引三号”；将看台下的通道向里挖了3.1米，作为运动员的替补席空间。
2008—2010年，为承办2010年广州亚运会足球比赛，政府投资2000余万元进行为期两年的翻新工程，对观众席、电子显示屏、功能房等进行全面配套更新，改造后最多可容纳25000个座席。
2012—2013年，广州富力将越秀山体育场设为主场后，由于体育场举办中超赛事需按照亚足联的标准改造，而体育场被查出存在严重的安全隐患（观众席没有座位以及观众疏散存在隐患），中国足协给予10轮联赛的整改期限但仍未完成，2012赛季第12轮后的中超主场比赛暂时移至广州大学城中心区体育场，而足协杯赛事则不受影响。2012年10月，广州富力足球俱乐部和广州市体育局、广州市足协，以及越秀山体育场相关决策层商讨出了一个迎合亚足联的整改方案，其中广州富力足球俱乐部负责承担其中最重要的两项———观众席座位和VIP通道的建设，广州富力足球俱乐部将在水泥台阶上设置有靠背的座椅，但座椅的数量估计只有1.8万个左右，在此情况下有可能适当增加活动座椅，总座位大概在两万左右。整个改造工程由富力集团斥资超600万元，于2013年2月完成。
2014年10月18日，亚足联竞赛部亚冠事务主管斯图尔特对越秀山体育场提出了10条整改措施，改造方案最终定为9项。12月，广州市政府采购网站发布了越秀山体育场专业照明系统改造项目的采购公告，公示期从12月8日至12月15日（5个工作日），提及此项改造是因应亚冠赛事要求而进行，这表明，只要越秀山体育场改造后，通过次年1月底的亚足联与中国足协的验收，就将成为新赛季富力亚冠及中超赛事的主场。整改完毕后，由于夜场灯光等细节问题再被亚足联要求整改。在将灯光重新布置以后，越秀山体育场已于2015年2月通过亚足联验收。
2015年5月，由于越秀山体育场草坪整修工程多次未能及时完成，导致草皮坑洼不平而未能满足赛事要求，广州富力第8－第16轮中超联赛主场赛事只能变更至大学城体育场进行。
2016—2017年，广州富力足球俱乐部于2016年11月7日起对越秀山体育场足球场草地进行升级改造。本次改造以草坪及内部装修翻新为主，参照欧洲球场的内部设计，对球员更衣室、VIP包厢、新闻发布厅、跑道、看台、大屏幕、挡雨棚等进行重点翻新。于2017年中超第7轮重新亮相。2017年7月9日－8月31日，越秀山体育场的跑道、顶棚、看台等区域进行翻新工程。备受关注的是，看台从原来的蓝色变为黄色。
2024年，为承办第十五届全国运动会，政府投资近5000万元对场馆进行翻新，包括足球场及塑胶跑道重新铺设、观众看台改造、牌坊及建筑外立面修复以及赛事专用系统改造工程。2024年12月31日完成改造，于2025年1月15日作为省港盃比赛场地首次公开亮相。
- 2009年的越秀山体育场
- 2012年的越秀山体育场，看台未设置座椅，观众需坐在水泥石阶上观看比赛
- 2016-2017年翻修后的体育场
- 摄于2019年的体育场

## 用途

### 大型群众性活动
越秀山体育场既是体育运动的活动场所，也是20世纪中后叶广州市民进行各种大型庆典和集会的地方。20世纪五六十年代，广州市每年的国庆、五一等群众性集会，主会场都设在体育场内。1950年11月，广州5万多群众在越秀山体育场举行“反对美帝侵略朝鲜动员大会”；1951年5月1日，广州各界群众50万人参加的五一劳动节暨抗美援朝示威大游行，在越秀山体育场举行了阅兵式1953年3月9日，广州的斯大林的追悼大会在越秀山体育场举行。1959年的广州地区庆祝中华人民共和国成立十周年活动在此举行。文革期间，广州地区组织几万人参加的群众集会游行、批斗大会也都集中在此，如广州吊劳改犯事件，同样也有在文革期间发生的六七暴动广州声讨集会。1978年9月18日，广州地区的毛泽东追悼大会的主会场设于体育场内，约5万人参与其中，同年10月粉碎“四人帮”庆祝大会亦在此处进行。

### 足球队主场

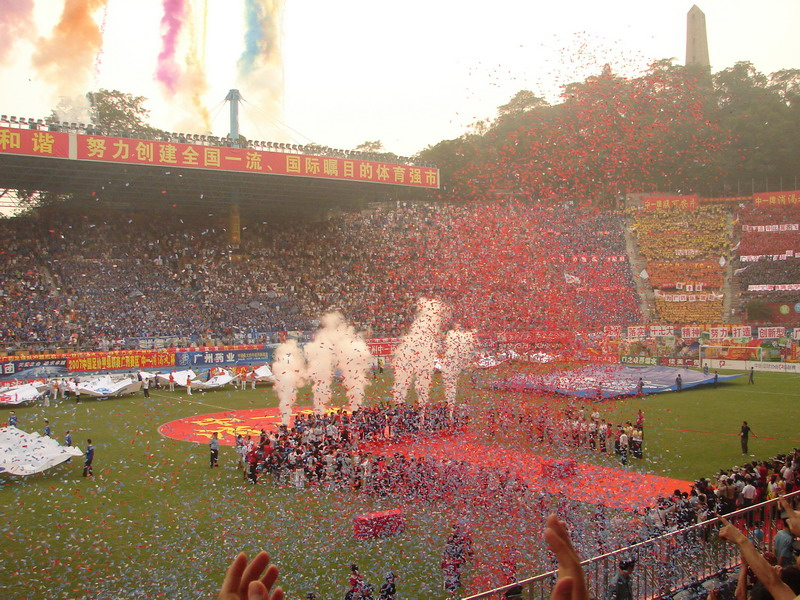
2007年中甲联赛冠军颁奖仪式，广州医药夺冠

20世纪五六十年代，广州市的重要大型活动及体育比赛，几乎都在越秀山体育场举行。从建成开始，越秀山体育场就成为广州足球队的主场，见证了广州足球运动的发展，“上山睇波”（到越秀山看球）是当时广州市民最热门的娱乐休闲活动之一。
越秀山体育场作为广州足球的核心场地，历史上曾是多支职业足球队的主场，更是广州足球俱乐部的传统主场，在此上演多场经典比赛。1954年6月，广州市足协组建了第一支专业足球队，名为“中南体院竞技指导科足球队白队”（中南白队），以越秀山体育场作为主场。
1991年到1994年，广州队在此创造了连续三年主场不败的联赛纪录。广州恒大2010年冲超成功后，因越秀山体育场不符合举办亚冠联赛的标准，将2011赛季的联赛主场迁至天河体育场，仅在越秀山体育场进行中国足协杯比赛、预备队比赛以及二队比赛。
2011年7月，深圳凤凰被富力地产收购并更名为广州富力后，以越秀山体育场作为主场，并在此冲超成功。此后并一直成为广州富力的主场，惟球队于2023年解散。
2023年，广州队降级至中甲后，迁回越秀山体育场作为主场，次年又迁至花都体育中心体育场。
2025年，广东广州豹冲甲成功后，主场由黄埔体育场迁至越秀山体育场。

### 友谊赛
越秀山体育场曾于1979年1月19日作为首届省港杯足球赛的比赛场地，促进了粤港两地的交流与合作。此后，第2届赛事仍在此举办，但接下来的40届赛事中，仅有第31届再次选择该场地。直到第42届赛事后，越秀山体育场才重新成为比赛场地。
越秀山体育场曾作为1980年广州国际足球友好邀请赛的两个比赛场地之一，另一个比赛场地为广东省人民体育场。有西德国家青年足球队、香港队、日本队、墨西哥国家业余队、罗马尼亚巴克乌队、中国队和广东队参与。

### 国家队赛事
中国国家足球队曾将越秀山体育场作为国际足球友谊赛的主场，包括2006年0-1负于洪都拉斯队、2007年0-2负于澳大利亚队和2010年1-0胜于马其顿队。另外，中国队也有在越秀山体育场对阵俱乐部的友谊赛，如1989年2-0胜于广东万宝队、1990年4-1胜于广州白云队、2007年0-2负于德国科特布斯。
至于中国国家女子足球队方面，2009年由中国主办的四国女足邀请赛的所有比赛均在越秀山体育场举行，参赛的队伍除了东道主中国队外，还有韩国队、芬兰队和新西兰队。最终，中国队在本届赛事夺冠。

### 赛会场馆
1984年亞足聯亞洲盃外圍賽第四组的赛事在广州举行，越秀山体育场和广东省人民体育场成为该小组的两个比赛场地。当中，中国队在越秀山体育场6-0胜于约旦队、1-0胜于卡塔尔队。
越秀山体育场曾承办1987年六运会、2001年九运会男女子足球比赛，2010年第十六届亚洲运动会的足球比赛和2025年十五运会女子足球U-16比赛。2021年作为中超联赛广州赛区比赛球场之一。

## 声誉

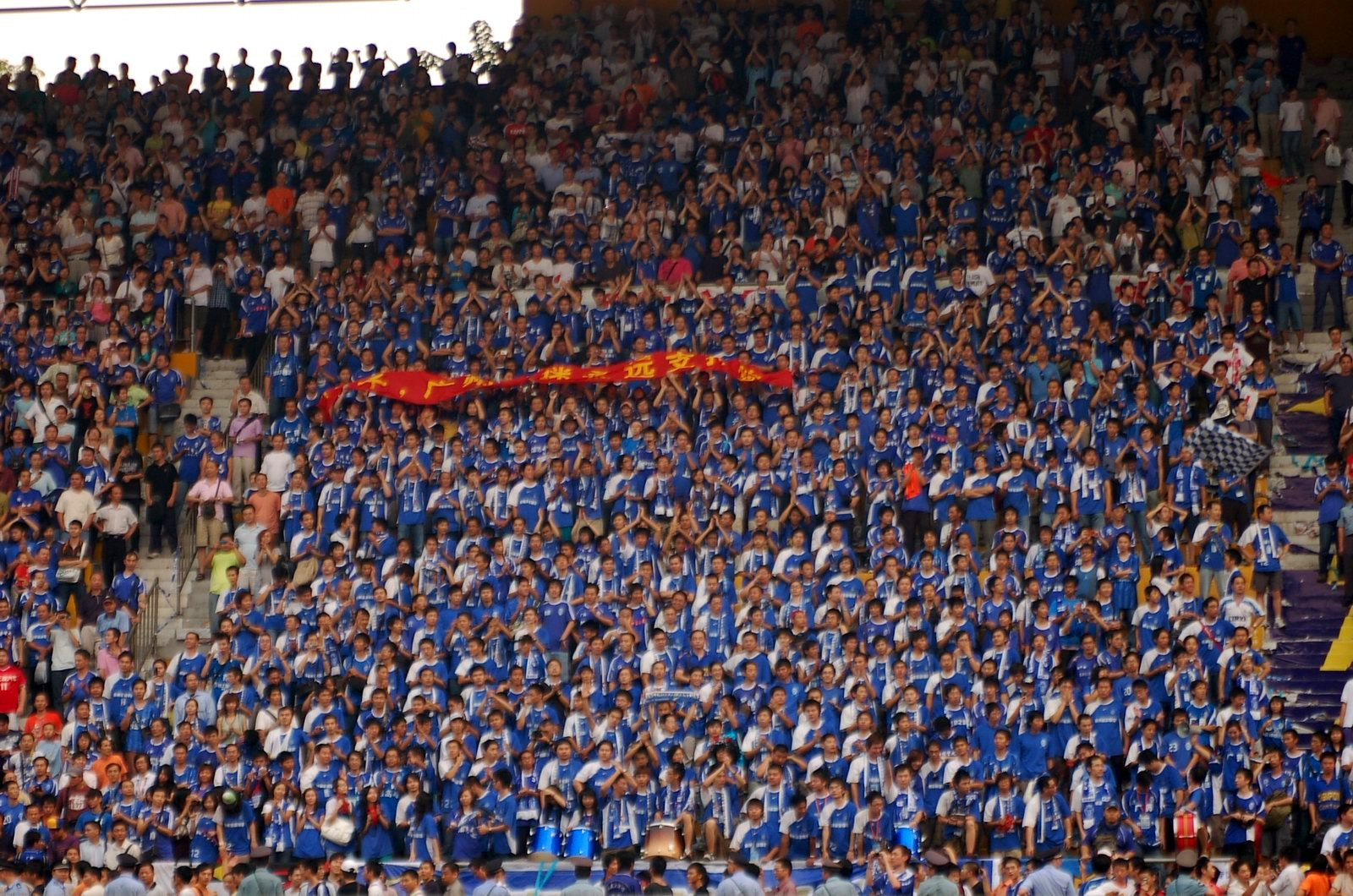
南看台23区的球迷方阵

越秀山体育场曾经长期作为广州队的联赛主场。越秀山体育场的气氛非常热烈，火爆的球市在国内非常出名。2007年中甲联赛最后一轮越秀山体育场座无虚席，共录得三万余位观众入场。2008年，越秀山体育场所在的广州赛区被中国足协评为该年度中超最佳人气赛区。
越秀山体育场被广州足球迷普遍地认为是广州足球乃至南粤足球的“福地”、“圣地”。早在20世纪七八十年代，越秀山体育场每逢有比赛，许多球迷会通宵排队，只为买到一张球票，曾有买不到票的球迷爬上越秀山的树上看比赛的紀錄。由于看台采用俯冲式结构，球迷认为观赛体验优于其他综合性体育场。此外，越秀山体育场培育了容志行、古广明、赵达裕、彭伟国、胡志军、卢琳等一众中国足坛上的南粤足球运动员。
2009年，越秀山体育场被评为广东省优秀场馆经营示范单位。2012年，体育场被评为越秀区登记保护文物单位。2025年，体育场入选中国第十批20世纪建筑遗产项目。

## 事故
1957年11月7日，体育场举行纪念俄国十月革命40周年的文艺及烟花晚会。晚上19时30分左右，第5号门附近，场外部分观众打算进入场内，但警察无法制止，令场面失控，门内梯形座位前几排人被推倒，后面继续往前涌，人群乘坡势一层一层地压下去，造成严重的踩踏事故，有33人死亡、16人重伤、41人轻伤。
1972年8月17日，广东队与香港流浪队在越秀山体育场进行比赛时，球迷相互挤压，导致看台被挤塌，观众从高处坠下压倒下层看台的观众，也造成死伤。这也是越秀山体育场唯一一次发生的看台挤塌事故。